# Ilex vacciniifolia
Ilex vacciniifolia är en järneksväxtart som beskrevs av Reissek. Ilex vacciniifolia ingår i släktet järnekar, och familjen järneksväxter. Inga underarter finns listade i Catalogue of Life.